# Lúzsok
Lúzsok je selo na jugu Republike Mađarske.
Zauzima površinu od 6,52 km četvorna.

## Zemljopisni položaj
Nalazi se na 45° 50' sjeverne zemljopisne širine i 17° 57' istočne zemljopisne dužine, u središtu kraja zvanog Ormánság, među tijesno smještenim selima, 3-5 km međusobno udaljenih, a na vrhovima brežuljaka. Nalazi se u kraju bogatom šumama i jezercima. 
Nalazi se 4,5 km sjeverno od Drave i državne granice s Republikom Hrvatskom. Podravska Moslavina u RH je 5 km jugoistočno. Kemša je 2 km jugozapadno, Vertiga je 5 km zapadno, sjedište mikroregije Šeljin je 7 km sjeverozapadno, Ostrovo je 4 km sjeverno-sjeverozapadno, Nagycsány je 2 km sjeverno, Vajslovo je 2,5 km sjeverno-sjeveroistočno, Idvik je 5 km istočno-sjeveroistočno, Hirics je 3 km jugoistočno, Vejtiba je 2,5 km južno-jugoistočno, a Piškiba je 1,5 km južno.

## Upravna organizacija
Upravno pripada Šeljinskoj mikroregiji u Baranjskoj županiji. Poštanski broj je 7838. 

## Povijest
Povijesni dokumenti spominju Lusok prvi put 1346.
Kraj je bio poznat po uzgoju konja. Prema mađarskim autorima, ime ovog sela, Lusok, na starom mađarskom jeziku znači "mnoštvo konja".

## Stanovništvo
Lúzsok ima 266 stanovnika (2001.). Mađari su većina. Romi čine više od 2% stanovništva koji u selu imaju manjinsku samoupravu. U selu je i nekoliko izjašnjenih kao Rumunja. 3/4 stanovnika su rimokatolici, a oko petine stanovnika su kalvinisti.

## Promet
3 km sjeveroistočno od sela prolazi željeznička prometnica Šeljin-Selurinac.

## Zanimljivosti
Specijalnost ovog kraja su kuće talpasházak koje su stanovnici gradili zbog čestih poplava.
Narodna nošnja ormánsáškog kraja, bikla: bijela, do koljena duga vrećasta suknja.
U okolici ovog sela se nalaze jezerca: Nagy-Zászlós, Kis-Zászlós i jezero László.

## Vanjske poveznice
- Lúzsok na fallingrain.com